# 阿馬加
阿馬加是哥倫比亞的城鎮，位於該國西北部，由安蒂奧基亞省負責管轄，距離首府麥德林36公里，始建於1788年，面積85平方公里，海拔高度1,250米，2002年人口28,320。

## 外部連結
- （西班牙文） Amaga official website Archive-It的存檔，存档日期2015-12-03

6°03′N 75°42′W / 6.050°N 75.700°W